# ベースロード発電所
ベースロード発電所（ベースロードはつでんしょ。英語: base load power plant）は、電力供給網における一日の需要の最低水準であるベースロード（基礎負荷）の要件を継続的に満たす信頼性の高い発電が可能な発電所。堅実な電力システムの基礎となっている。

## 概要

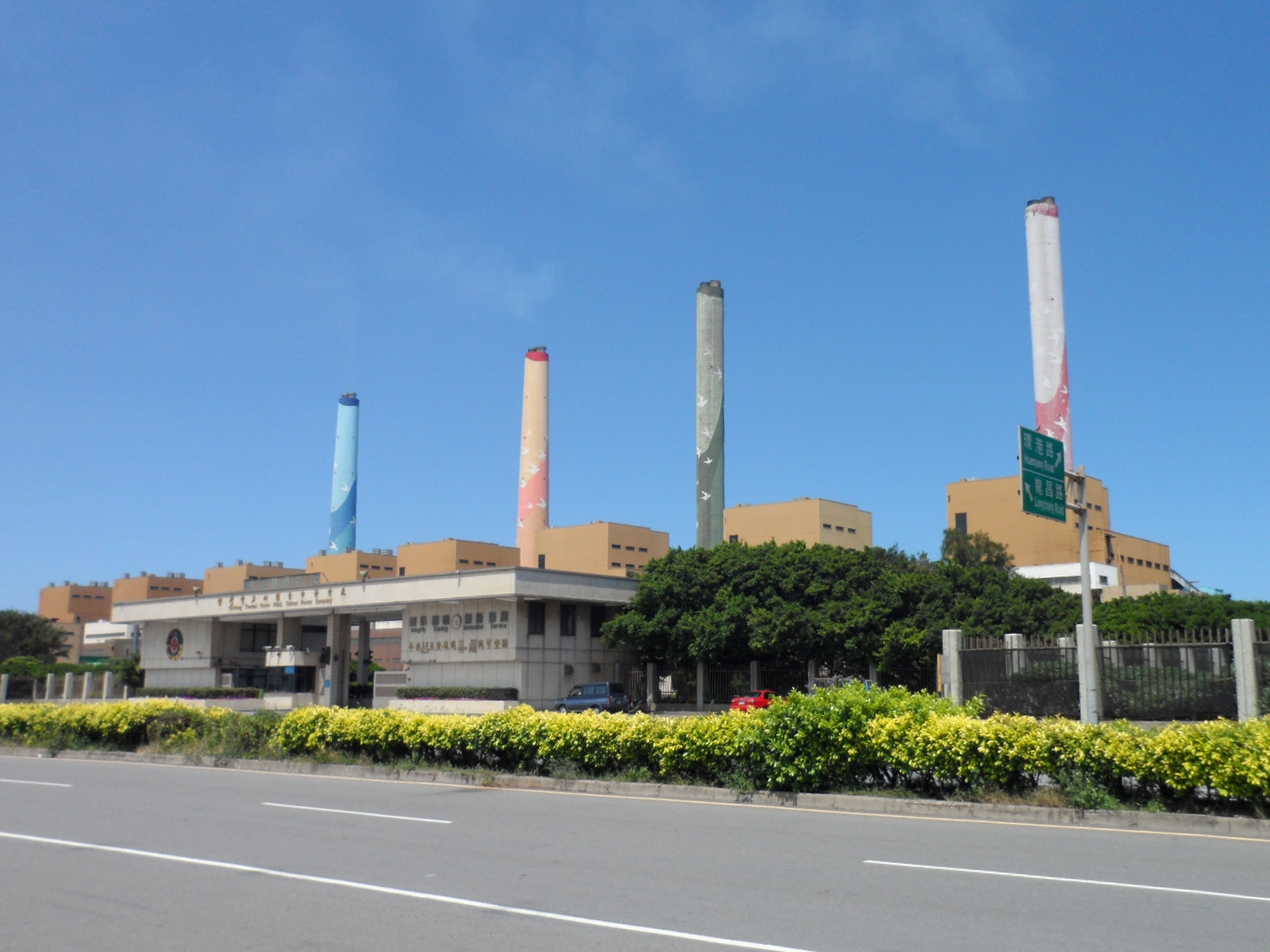
台湾のベースロード発電所

ベースロード発電所は電力供給網における一日の需要の最低水準である基礎負荷需要向けの電力の生産に当てられる。ベースロード発電所は指定された地域の継続的なエネルギー需要の一部またはすべてに合わせるために利用される発電施設で、一定の出力でエネルギーを生産し、通常の場合電力システムで利用できる他の発電施設よりも費用が低い。燃料系を利用したベースロード発電の例としては原子力発電や石炭火力発電があげられる。自然エネルギーでは水力発電、地熱発電、バイオガス、バイオマス、太陽熱発電、海洋温度差発電などが基礎負荷を満たす電力を提供できる。ベースロード発電所は一般的に修繕や定期保全を除いて一年中運用される。水力発電は制御可能発電にも望ましい性質を持っているが、流域で長期にわたって雨の不足が発生した場合、貯水された水によって低率で運用される。
電力網に接続されたそれぞれのベースロード発電所は電力需要の基礎負荷を処理するための発電量が割り当てられる。電力の基礎負荷は電力網の負荷持続曲線によって決められる。典型的な電力システムの場合、経験則的に基礎負荷はおおむね年間の最大負荷の35-40%ほどである。
顧客の電力需要のピークあるいは尖頭時には、天然ガス発電所のような尖頭負荷発電所と呼ばれるより小さく即応性の高い種類の発電所が利用される。しかしながら、特定の技術要件が必要でないため、歴史的に大電力網は独自に基礎負荷を満たすためにベースロード発電所を持っている。基礎負荷は適量の間欠的エネルギー源や尖頭負荷発電所によっても満たすことは可能である。

## 経済
発電所は低費用発電や効率、定格出力発電水準での安全性などに基づいて基礎負荷が指定されている。ベースロード発電所はより定格生産水準で定常的に運用することが経済的であるため、電力消費需要に合わせるようには変化しない。より高い費用の複合サイクル発電設備や燃焼タービンの利用は最小化され、これらの発電所は消費のより急速な変化に合わせるために運転を調節できる。原子力や石炭などのベースロード発電は固定費用が非常に高く、設備利用率も高いため、限界費用は安い。一方で、天然ガスなどによる尖頭負荷時の発電は固定費用が低く、設備利用率も低く、限界費用が高い。一般的なベースロード発電所は大型で大部分の電力を電力網を通して供給する。このため、電力網が必要とする基礎負荷の電力を補うために継続的に利用した場合により効率的な運用が可能である。

## ベースロード電源の利用
原子力発電所は出力を調整するために数日間かかるが、現代の原子力発電所は負荷追従発電所としての運用や需要変化に合わせた出力の変更が可能である。しかし、日本の原子力発電所は型が古いため、負荷追従発電はできていない。原子力および石炭による発電は、定常運転をするため燃料代が低い。定常運転の動作温度まで熱するのに長い期間を必要とするため、これらの発電所は一般的にベースロード需要のために運用される。
さまざまな発電所や技術が需要における出力を上下させる異なる能力を持っており、原子力発電所は通常保全、燃料交換、定期改修などを除き最大出力に近い値で継続的に運用され、然るに一方石炭火力発電所は需要に合わせて一日程度で運転を調整できる。複数の発電装置を持つ発電所はそれぞれをできるだけピーク効率に近づけて運用することで、需要への適合要件を向上させるための集合体として利用される。